# Apostasia latifolia
Apostasia latifolia là một loài thực vật có hoa trong họ Lan. Loài này được Rolfe mô tả khoa học đầu tiên năm 1889.